# Фриган, Матия
Ма́тия Фри́ган (хорв. Matija Frigan; родился 11 февраля 2003, Риека) — хорватский футболист, нападающий итальянского клуба «Парма».

## Клубная карьера
Уроженец Риеки, Фриган является воспитанником футбольной академии одноимённого клуба. 26 ноября 2020 года дебютировал в основном составе «Риеки» в матче Лиги Европы УЕФА против «Наполи».
В августе 2021 года отправился в аренду в клуб «ХНК Ориент 1919». С августа по декабрь 2021 года провёл за команду 13 матчей и забил 4 гола в рамках Второй лиги Хорватии.
В январе 2022 года отправился в аренду в клуб «Хрватски Драговоляц». 11 февраля 2022 года забил свой первый гол в Первой лиге Хорватии в игре против «Шибеника».

## Карьера в сборной
Выступал за сборные Хорватии до 18, до 19, до 20 лет и до 21 года.